# Claudi Bornat
Claudi Bornat (Pont-de-Ruan, França, ? - Barcelona, 21 de març de 1581) va ser un impressor, llibreter i editor d'origen francès, establert a Barcelona, segons consta documentalment, des del 1548.

## Biografia
Fill de Claudi Bornat, fonedor de coure de Pont de Ruan (França) i Blanca, es casà amb Anna, amb qui va tenir tres fills, que moriren molt joves i una filla, Anna, que es va casar amb el llibreter Onofre Gorí. La seva vídua es va casar amb el també llibreter Pere Biscarra el 12 de maig de 1581. Establert al carrer de la Calceteria de Barcelona, almenys des de 1548, Bornat va estar molt relacionat amb els professionals del món del llibre, amb llibreters i editors catalans i estrangers, i també amb el poder civil i eclesiàstic de la ciutat i amb el món universitari. Va impulsar i cofundar la Confraria de Sant Jeroni dels Llibreters. Com a impressor, el 1572 s'associa amb la viuda de Pere de Montpezat, Eulàlia, i amb Samsó Arbús, i col·labora també amb Hubert Gotard. Com a llibreter, el 1575 s'associa amb el llibreter Joan Farnós, amb Jaume Cendrat i amb la mateixa viuda Montpezat.
Tingué una vida professional molt productiva, tant pel que fa a la faceta d'impressor com a la de llibreter. Es coneixen més de 150 edicions entre llibres i opuscles, en llatí, en català i en castellà. Va publicar algunes obres dels mestres de l'Estudi General de Barcelona, amb qui estava relacionat. Així les   d'Antic Roca Praelectiones e graecis interpretibus haustae el 1563, l'Arithmetica el 1565, i el Lexicon latino-catalanum de Nebrija, i amb els cercles religiosos de la ciutat, dels quals publicà Ordinarium Barcinonense (1568) i també s'ocupà d'edicions de Jeroni Joglar, de Pere Màrtir Coma, del cardenal Cervantes, de Juan Pedraza i del bisbe Joan Jubí, la Historia y milagros de Montserrat (1556) de Pedro de Burgos, i algunes de les cartes dels jesuïtes missioners a les Índies. També destaca la seva tendència erasmista, amb edicions del De octo orationis partium constructione liber (1557-59) i dels Colloquia familiaria (1557 i 1568), i especialment en les notes i els prefacis del mateix Bornat que les acompanyen. També imprimí obres històriques i literàries, com la Chronica de Tarafa (1562), les poesies de Pere Serafí (1565), les Cobles dels mals i desastres fets a Janot Poch (1573) i el Caballero determinado d'Hernando de Acuña (1565), entre d'altres.
El CRAI Biblioteca de Fons Antic de la Universitat de Barcelona conserva més de 70 obres publicades per Bornat, així com diversos exemples de les seves marques d'impressor, que el que van identificar al llarg de la seva trajectòria professional.